# Квинт Цецина Прим
Квинт Цецина Примус (на латински: Quintus Caecina Primus) е политик и сенатор на Римската империя.
Произлиза от етруската фамилия Цецина от Волтера.
През 53 г. от септември до октомври Квинт Цецина Примус е суфектконсул заедно с Публий Требоний (септември–декември). След него служи Публий Калвизий Рузон (октомври–декември).